# Чемпіонат України з баскетболу 1992—1993: вища ліга
Чемпіона́т Украї́ни з баскетбо́лу 1992-93 — другий чемпіонат України і перший, що проводився за календарем «осінь-весна». Чемпіоном вдруге поспіль став київський «Будівельник».

## Формат проведення чемпіонату
Кількість команд у чемпіонаті було збільшено з 8 до 12.
На першому етапі команди грали одна з одною в 2 кола з роз'їздами: одну гру — вдома, іншу — на виїзді. За підсумками першого етапу визначилися три четвірки: команди, що посіли місця з першого по четверте, утворили першу четвірку, з 5-го по 8-ме — другу, з 9-го по 12-те третю четвірку.
На другому етапі ігри проводилися турами в четвірках. Чотири тури, по одному в кожному місті.

## Учасники
У Вищій лізі чемпіонату України брали участь 12 команд:
| - «Азовмаш» (Маріуполь) - «Баскод» (Одеса) - «Будівельник» (Київ) - «Дніпро» (Дніпропетровськ) - «Динамо» (Дніпропетровськ) - «МКІ» (Миколаїв) | - «Перспективний-89» (Нікополь) - «СКА» (Київ) - «Спартак» (Луганськ) - «ТІІТ» (Харків) - «УДАУ» (Київ) - «Шахтар» (Донецьк) |

 — команди, що у попередньому чемпіонаті виступали у Першій лізі.

## Регіональний розподіл
| Регіон                   | Кіл-ть команд | Команди                          |
| ------------------------ | ------------- | -------------------------------- |
| Дніпропетровська область | 3             | Динамо, Дніпро, Перспективний-89 |
| Київ                     | 3             | Будівельник, СКА, УДАУ           |
| Донецька область         | 2             | Шахтар, Азовмаш                  |
| Луганська область        | 1             | Спартак                          |
| Миколаївська область     | 1             | МКІ                              |
| Одеська область          | 1             | Баскод                           |
| Харківська область       | 1             | ТІІТ                             |

### Попередній етап
| №  | Команда                     | І  | В  | П  | Зак-Пр    | Р    | О  |
| -- | --------------------------- | -- | -- | -- | --------- | ---- | -- |
| 1  | Будівельник (Київ)          | 22 | 20 | 2  | 2154-1575 | +579 | 42 |
| 2  | СКА (Київ)                  | 22 | 18 | 4  | 2049-1749 | +300 | 40 |
| 3  | МКІ (Миколаїв)              | 22 | 15 | 7  | 2100-1867 | +233 | 37 |
| 4  | Спартак (Луганськ)          | 22 | 15 | 7  | 1986-1796 | +190 | 37 |
| 5  | ТІІТ (Харків)               | 22 | 14 | 8  | 2133-1846 | +287 | 35 |
| 6  | Шахтар (Донецьк)            | 22 | 13 | 9  | 1915-1857 | +58  | 35 |
| 7  | Азовмаш (Маріуполь)         | 22 | 11 | 11 | 1968-2044 | -76  | 33 |
| 8  | Динамо (Дніпропетровськ)    | 22 | 9  | 13 | 1669-1858 | -189 | 31 |
| 9  | Дніпро (Дніпропетровськ)    | 22 | 6  | 16 | 1767-2005 | -238 | 28 |
| 10 | Перспективний-89 (Нікополь) | 22 | 4  | 18 | 1744-2151 | -407 | 26 |
| 11 | Баскод (Одеса)              | 22 | 4  | 18 | 1628-1993 | -365 | 26 |
| 12 | УДАУ (Київ)                 | 22 | 3  | 19 | 1574-1946 | -372 | 25 |

### Фінальний етап (з урахуванням очок, набраних на попередньому етапі)
За 1-4 місця
| № | Команда            | І  | В  | П  | Зак-Пр    | Р    | О  |
| - | ------------------ | -- | -- | -- | --------- | ---- | -- |
| 1 | Будівельник (Київ) | 28 | 25 | 3  | 2754-2080 | +674 | 53 |
| 2 | СКА (Київ)         | 28 | 21 | 7  | 2579-2320 | +259 | 49 |
| 3 | МКІ (Миколаїв)     | 28 | 18 | 10 | 2641-2408 | +233 | 46 |
| 4 | Спартак (Луганськ) | 28 | 16 | 12 | 2489-2353 | +136 | 44 |

За 5-8 місця
| № | Команда                  | І  | В  | П  | Зак-Пр    | Р    | О  |
| - | ------------------------ | -- | -- | -- | --------- | ---- | -- |
| 5 | ТІІТ (Харків)            | 34 | 26 | 8  | 3454-2681 | +773 | 59 |
| 6 | Шахтар (Донецьк)         | 34 | 20 | 14 | 2493-2381 | +112 | 54 |
| 7 | Азовмаш (Маріуполь)      | 34 | 15 | 19 | 3053-3227 | -174 | 49 |
| 8 | Динамо (Дніпропетровськ) | 34 | 10 | 24 | 2706-3084 | -378 | 44 |

За 9-12 місця
| №  | Команда                     | І  | В  | П  | Зак-Пр    | Р    | О  |
| -- | --------------------------- | -- | -- | -- | --------- | ---- | -- |
| 9  | Дніпро (Дніпропетровськ)    | 34 | 13 | 21 | 2814-2984 | -170 | 47 |
| 10 | Перспективний-89 (Нікополь) | 34 | 13 | 21 | 2794-3164 | -370 | 47 |
| 11 | Баскод (Одеса)              | 34 | 10 | 24 | 2558-3014 | -456 | 44 |
| 12 | УДАУ (Київ)                 | 34 | 6  | 28 | 2504-2920 | -416 | 40 |

Склад Будівельника: Денис Журавльов, Євген Мурзін, Андрій Костко, Ігор Молчанов, Олександр Окунський, Григорій Перегуд, Віталій Потапенко, Сергій Половко, Дмитро Приходько, Ігор Харченко, Володимир Холопов, Олег Чернов. Тренери — Заурбек Хромаєв, Віктор Гуревич.

## Підсумки
«Баскод» і «УДАУ» вилетіли в Першу лігу.
З наступного сезону здобули путівки у Вищу лігу команди Першої ліги «БІПА-Мода» (Одеса) і «Маккабі-Денді» (Київ).